# ادگار دگا
هیلار ژرمَن اِدگار دِ گا (به فرانسوی: Hilaire Germain Edgar De Gas) معروف به اِدگار دِگا (Edgar Degas)‏ (۱۹ ژوئیه ۱۸۳۴–۲۷ سپتامبر ۱۹۱۷) یک نقاش فرانسوی بود که علاوه بر نقاشی و طراحی در زمینه‌های مجسمه‌سازی و چاپ نیز فعالیت داشت.
اگرچه اغلب او را یکی از پایه‌گذاران جنبش دریافتگری می‌شناسند، اما خود وی این لقب را نمی‌پذیرفت و ترجیح می‌داد از او به‌عنوان یک واقع‌گرا یاد شود.

## زندگی
مانند مانه، دگا نیز خانواده‌ای ثروتمند داشت. پدر او رئیس یکی از بانک‌های خانوادگی پاریس بود. او نیز مانند مانه گاهی به خیابان گردی می‌پرداخت، اگرچه آن قدر خانه‌نشین بود که نمی‌توان او را یک خیابان گرد صرف دانست. در ابتدا آرزو داشت نقاشی تاریخی شود. دگا که اگنر را ستایش می‌کرد، نزد یکی از پیروان اگنر به تحصیل پرداخت و در کارهای اولیه‌اش به طراحی و برجسته‌سازی اصرار داشت. در سال ۱۸۶۵، دگا وارد محفل مانه و بودلر در کافه گوربو شد و به بازنمایی پاریس مدرن روی آورد. دگا، نگرش نقاشانه‌ای به اشیاء داد که از مانه الهام گرفته بود و همچنین ابزارهای ترکیبی نوآورانه به کار گرفت که به تصاویرش کیفیتی گذرا و خود جوش می‌بخشیدند و بیننده را در جایگاه تماشاگرانهٔ خیابان گرد نامشهود قرار می‌داد. اکنون او بلوارهای جدید هاسمن، فروشگاه‌های زنانه، پیست لوشان، کنسرت‌های کافه‌ای، اپرا، بارها و کافه‌ها را می‌کشید. چشمان تیز او گونه‌های مختلف همهٔ طبقات اجتماعی، از بورژوا، نوازنده و بازیگر، تابه حاشیه رانده‌شده‌های اجتماعی و کارگران را به خوبی تسخیر می‌کرد.

دگا هرگز ازدواج نکرد و سال‌های انتهایی عمر (پیش از مرگ در سپتامبر ۱۹۱۷) را در حالی که تقریباً نابینا شده بود، سرگردان و بیقرار در خیابان‌های پاریس گذراند.

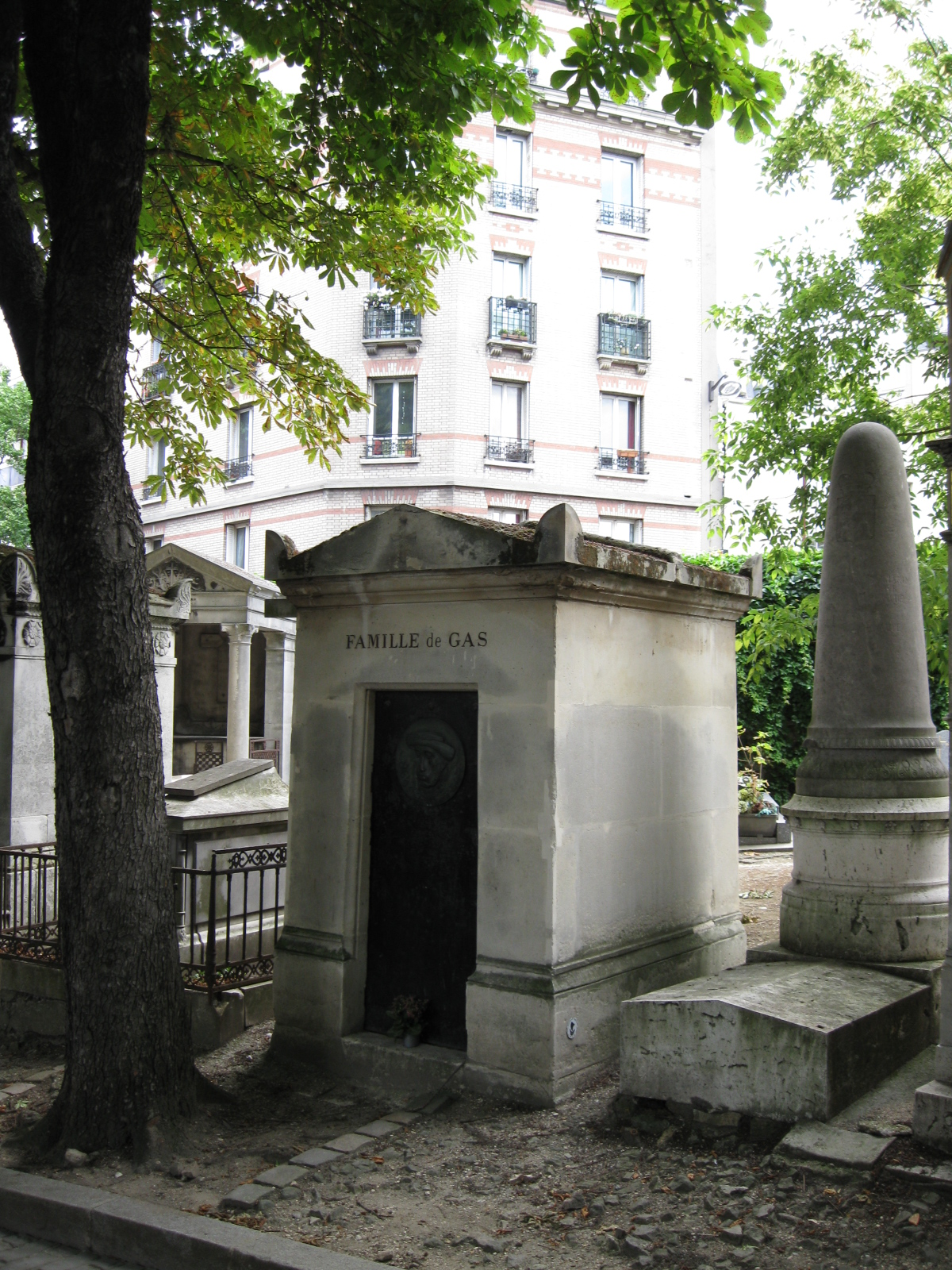
مقبره ادگار دگا

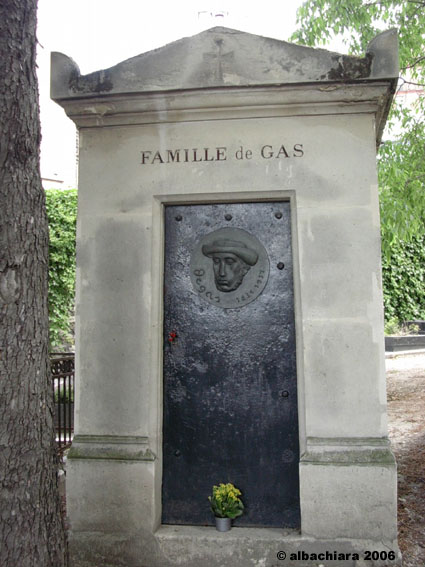

## نقد اثر
یکی از آثار کلاسیک او در دههٔ ۱۸۶۰، ارکستر اپرای پاریس متعلق به ۱۸۶۸–۱۸۶۹ بود. این نقاشی با پرتره‌ای از یک نوازندهٔ باسون در پیش‌زمینه آغاز شد؛ به بازنمایی سایر نوازنده‌ها نیز گسترش پیدا کرد که اکثر آن‌ها قابل شناسایی هستند.
در اصل این تصویر، نقاشی روزمره نگار است که در ان نه تنها اعضای ارکستر بلکه رقصنده‌های باله روی سن را می‌بینیم. البته، موضوع نقاشی فقط نوازنده‌های مستعد و زحمت کش نیست، بلکه تراکم، هیجان و فروپاشی زندگی معاصر است که به شیوه هی واقعی به تصویر کشیده شده‌است. دگا عملاً ما را به دام می‌اندازد و ما حس می‌کنیم در جایگاه تماشاگری هستیم که از چشم دیگران دور است. زاویه دید ما از روبرو نیست و زاویه‌ای است که برای نقاشی نامتعارف است اما قطعاً برای تئاتر روها عادی است. نوازندهٔ ویولن بزرگ به‌طور تصادفی در سمت راست قیچی شده‌است که نشان می‌دهد ما فقط به سمت چپ گروه ارکستر نگاه می‌کنیم و بخشی از دورنمایی کامل را می‌بینیم. دربارهٔ رقصنده‌های باله که دست و پاهایشان قیچی شده‌است نیز این چنین است.
سطح صاف دیوارها، صحنه، ردیف جلویی ارکستر و رقصنده‌های باله با این انرژی به تصویر کشیده شده‌اند و همگی آن‌ها در امتداد تمایل زاویه دار سازهایشان و دست و پاهای رقصنده‌ها کمی مایل شده‌اند. فضا به نظر فشرده می‌رسد چرا که دور و نزدیک به طرز چشمگیری کنار هم قرار گرفته‌اند، برای نمونه سر تیره رنگ ویولن بزرگ و دامن‌های رنگی و درخشان رقصنده‌ها گویی به جای اینکه تصویر در فضا به عقب رانده شود از سطح آن بالا می‌رود. خطوط دقیق شخصیت‌ها را از اشیاء متمایز می‌کند اما قلم کاری افشانه‌ای و پاشیده شده که به خوبی در دامن رقصنده‌ها دیده می‌شود، به تصویر حالتی خودجوش و کیفیتی "ذرا می‌بخشد و به ما حس آن لحظه را می‌دهد.

## دگا و ژاپنیسم
صاحب نظران اغلب ترکیب‌های بدیع دگا را به چاپ‌های ژاپنی نسبت می‌دادند. این چاپ‌ها در اواخر دههٔ ۱۸۵۰ در بازار پاریس فروان بودند. در سال ۱۸۵۳، دریادار آمریکایی، ماتیوپری با چهار کشتی جنگی به خلیج توکیو رسید و ژاپن را مجبور کرد تا پس از دو قرن انزوا، درها را به غرب باز کند. در اوایل دههٔ ۱۸۶۰ دنیا پر از کالاهای ژاپنی شد. بادبزن، گلدان، کیمونو، لاک، صفحه‌های تاشو، جواهرات و سرویس چای از اقلام رایج ژاپنی بودند که به خانه‌های مدگرا غربی راه پیدا کردند. فرانسوی‌ها به‌طور ویژه‌ای تحت تأثیر فرهنگ ژاپنی قرار گرفتند که این نفوذ، ژاپنی گرایی یا به اصطلاح ژاپنیسم نام گرفت، اصطلاحی که توسط آمریکایی‌ها و انگلیسی‌ها نیز استفاده می‌شد. محبوب‌ترین عرضهٔ محصولات ژاپنی در نمایشگاه جهانی سال ۱۸۶۷ در پاریس در غرفهٔ ژاپن بود. چاپ‌های ژاپنی به‌طور خاص برای هنرمندان بسیار برانگیزنده بود. این آثار در ابتدا به عنوان مواد بسته‌بندی اشیای شکننده وارد فرانسه شدند و اما بعدها توسط هنرمندان در محفل مانه در اواخر دههٔ ۱۸۵۰ جمع‌آوری شدند. به عقیدهٔ مانه این چاپ‌ها از نظر بصری بسیار جذاب و زیبا بودند. همان‌طور که در باغ  آلوی کامیدا اثر آندو هیروشیگه(۱۸۵۸–۱۷۹۷م) می‌بینیم، تصویرسازی ژاپنی کاملاً به دید غربی‌ها بیگانه بود. فرم‌ها با نماهای کرانی تیز، کاملاً تخت هستند در حالی که فضا فشرده‌است، پیش زمینه در مقابل بینی بیننده فشرده شده‌است و گویی پس زمینه به سمت پیش زمینه هل داده می‌شود. هیچ فاصله‌ای‌گذاری بین دور و نزدیک نیست. بیننده روی یک درخت قرار گرفته‌است و ار آنجا فعالیت اصلی را می‌بینید که در فاصلهٔ دور مینیاتوری شده‌است. این مفهوم در نظر هنرمند غربی بسیار تندرو بوده‌است. هرچند، نماهای کرانی درخت، برش ناگهانی و فشردگی فضایی چاپ‌های ژاپنی قطعاً دگا و مانه را تحت تأثیر قرار داده بودند، اگرچه به شیوه‌ای غیرمستقیم که هرگز به نمونه‌برداری ظاهری و مستقیم تبدیل نشد.

## برهنگی در آثار دگا
حدود یک چهارم آثار دگا به بدن‌های برهنه و غالبا زنان برهنه اختصاص دارند. او مدل‌هایش را از میان مردم عادی زمانش برمی‌گزید و این دسته از آثارش را با سبک امپرسیونیسم و با رنگ‌های تند خلق می‌کرد، از این رو به درون خانه‌ها و اماکنی چون تئاتر و روسپی‌خانه‌ها می‌رفت و رقصندگان و روسپیان را در زمان استراحت و یا پرداختن به کارهای معمولی نشان می‌داد. بیشتر زنان در آثار دگا، از پشت دیده می‌شوند و چهره‌هایشان از نگاه مخاطب پوشیده است. او با این جهت‌گزینی و نشان دادن زنان معمولی در شرایطی نه چندان زیبا، ایده‌آل بدن برهنه زن را در هم می‌شکند. هدف دگا در کشیدن این بدن‌ها بیش از تاکید بر برهنگی، پرداختن به واقعیت‌ها و حرکات روزمره زندگی است.

## نگارخانه

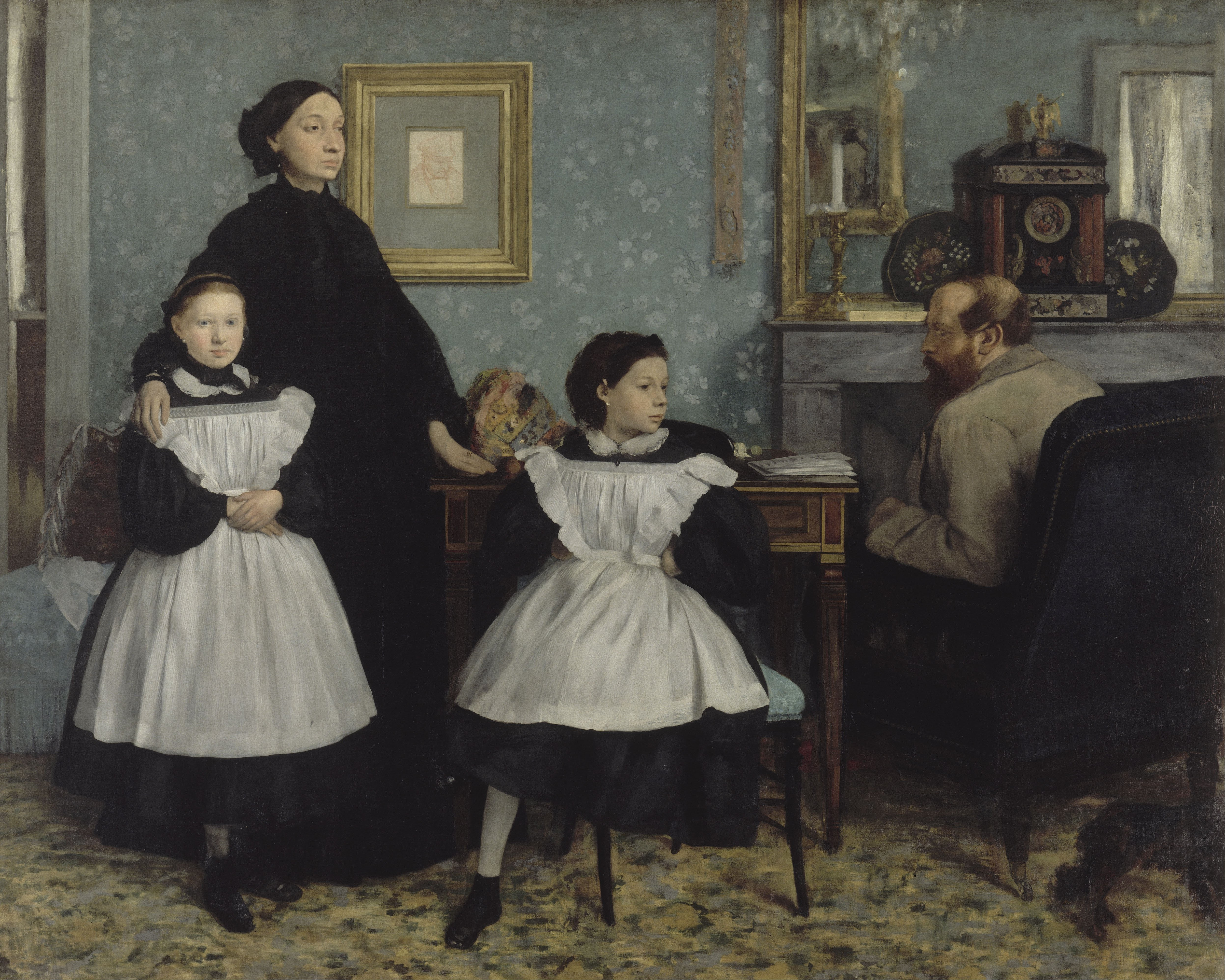
خانواده بللی بین سال‌های ۱۸۵۸ تا ۱۸۶۷ م. موزه اورسی
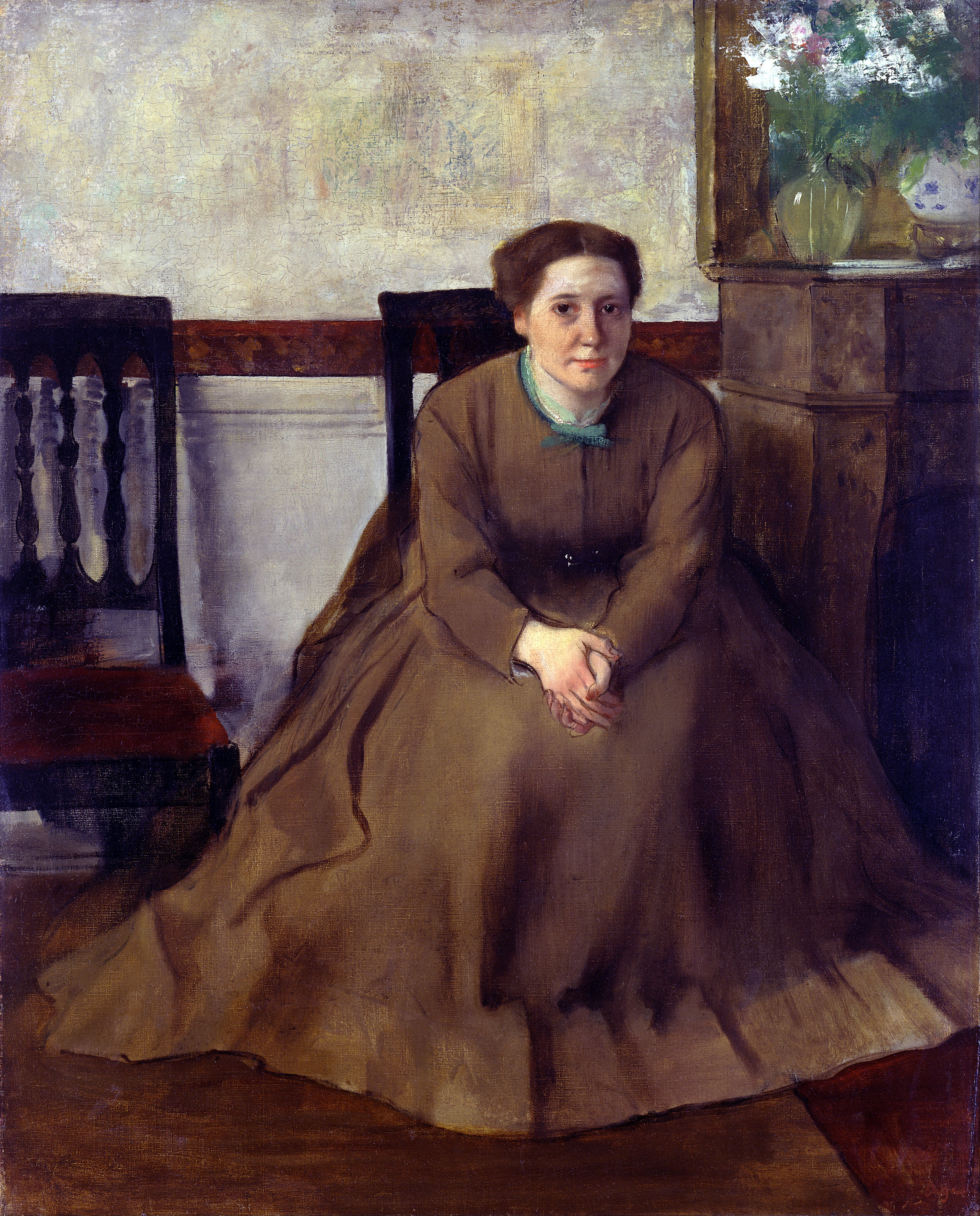
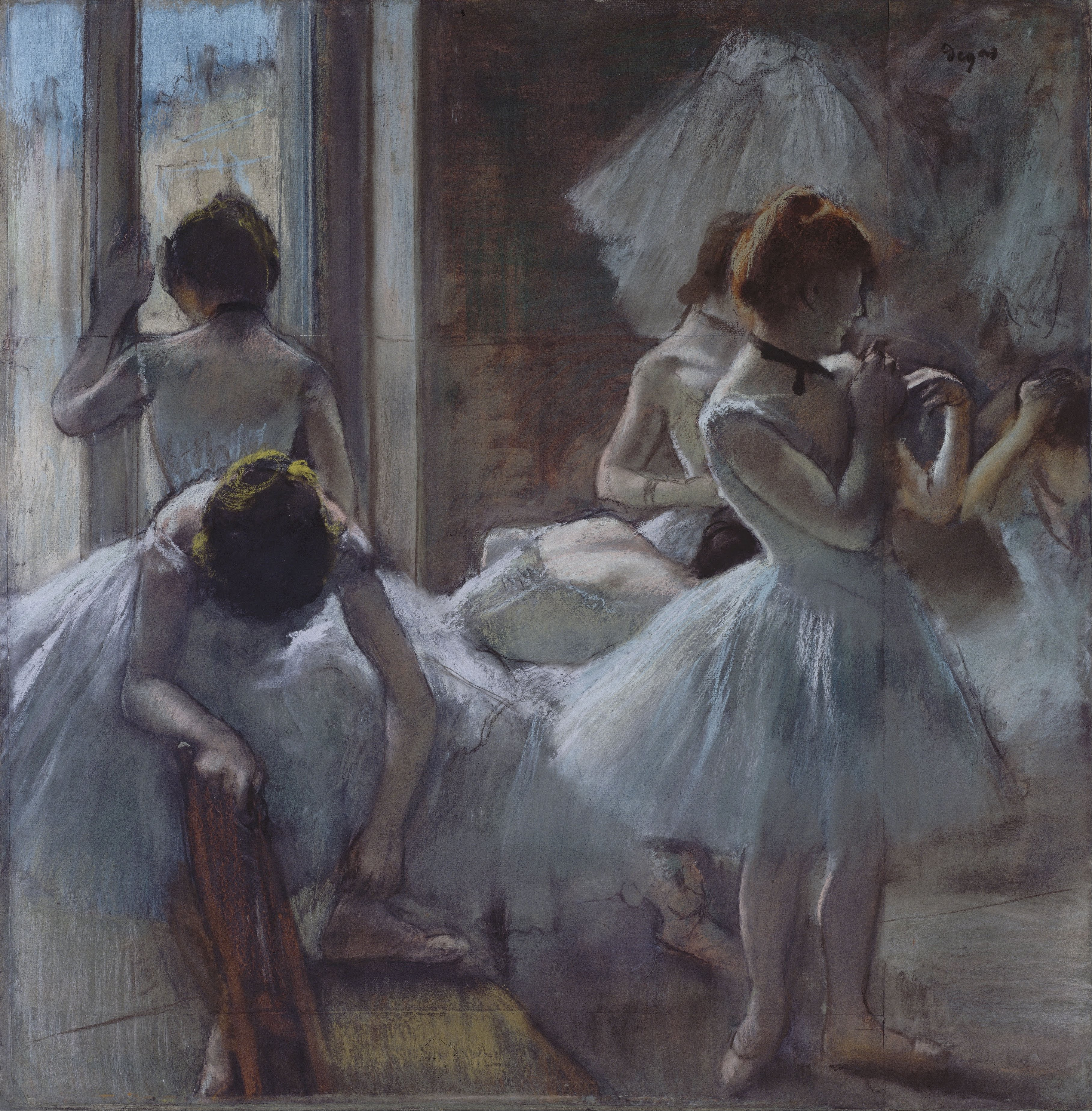
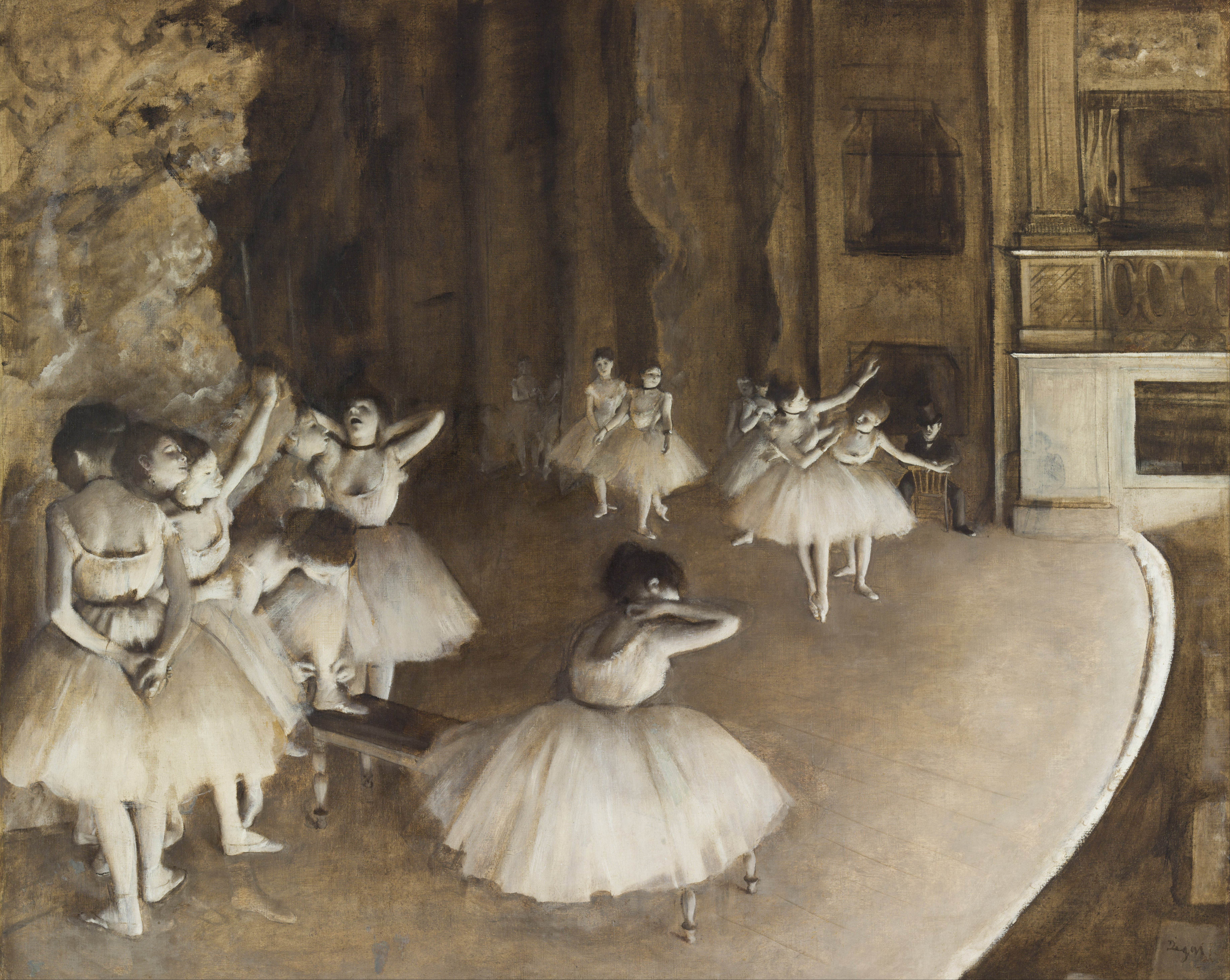
تمرین باله روی صحنه ۱۸۷۴ م. موزه اورسی
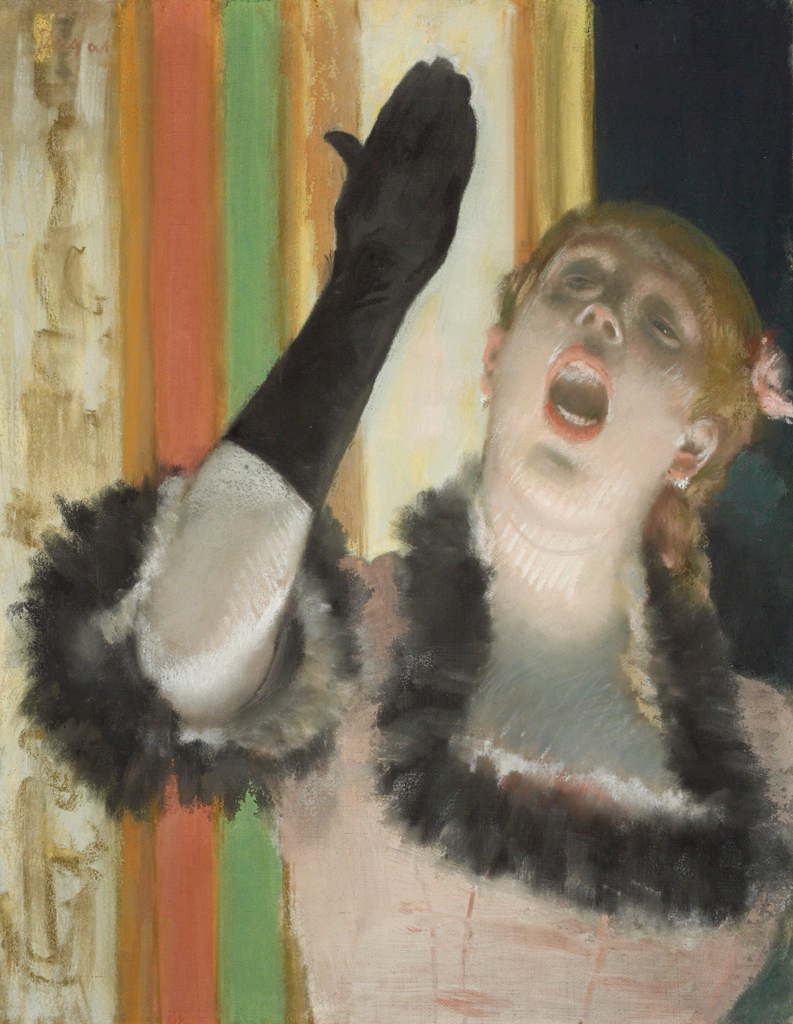
آوازخوان با دستکش. ترکیب مواد روی مقوا، ۱۸۷۸.
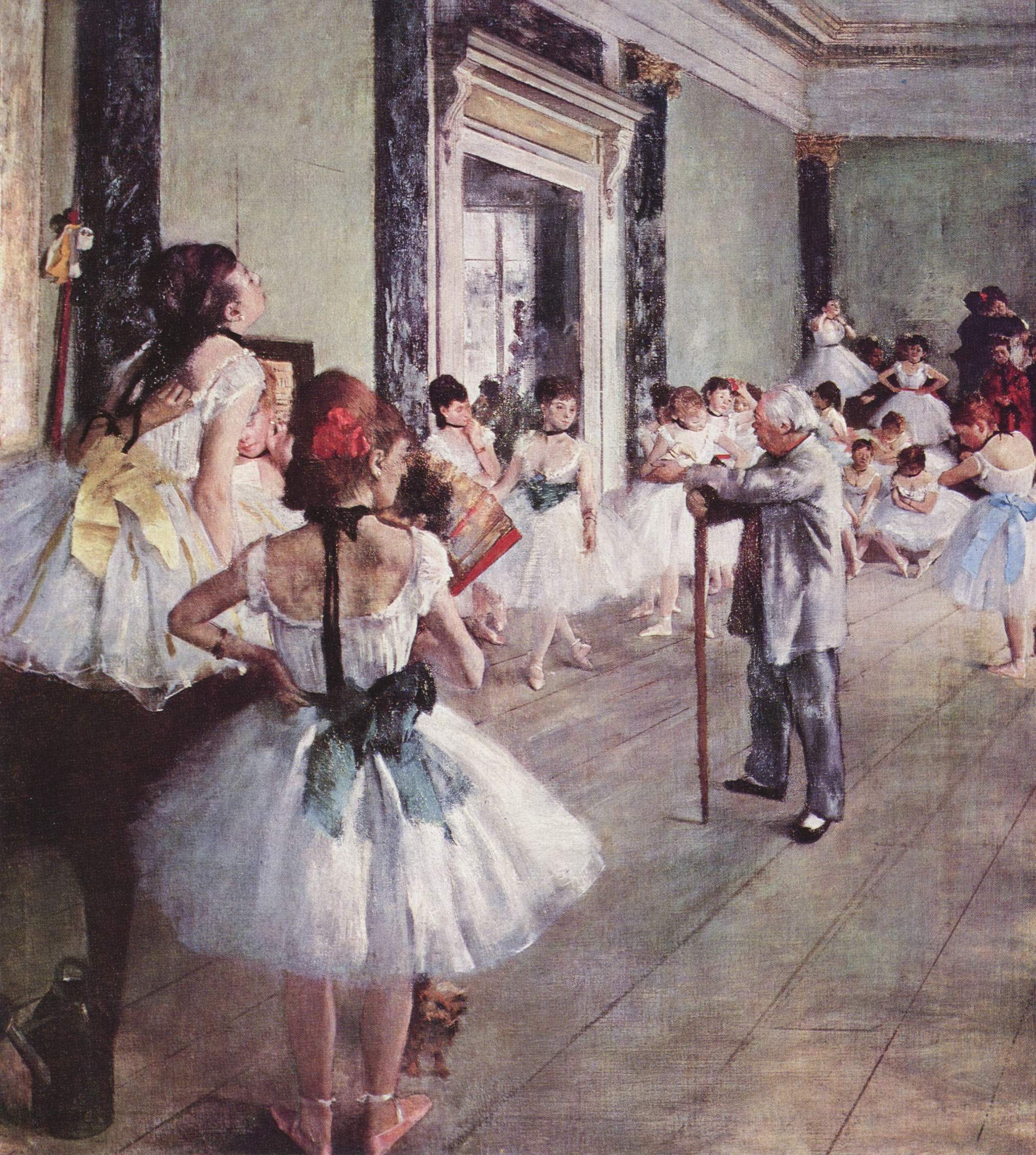
کلاس رقص. رنگ‌روغن روی بوم، ۱۸۷۴-۱۸۷۳.
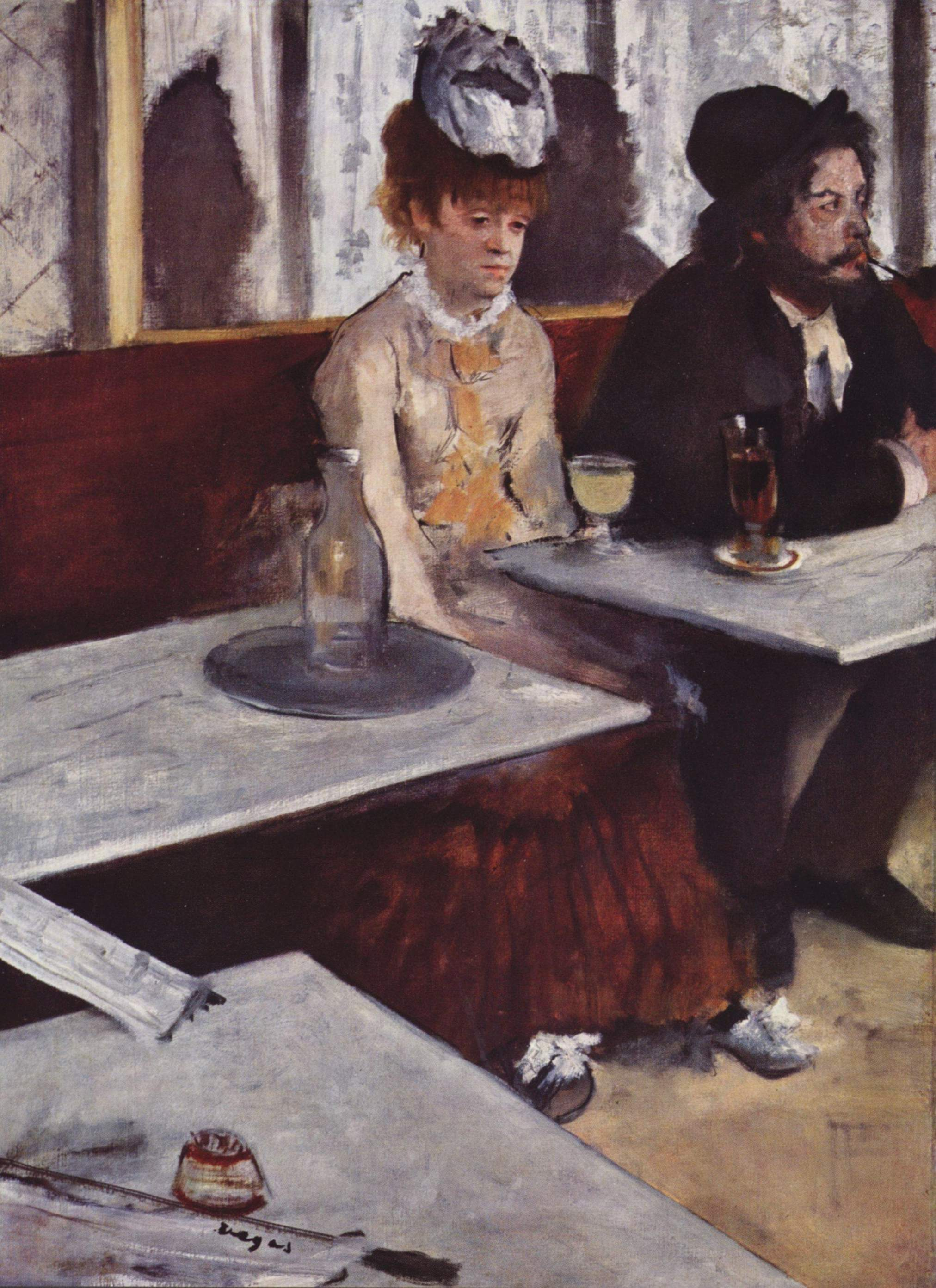
اَبسینت. رنگ‌روغن روی بوم، ۱۸۷۶.
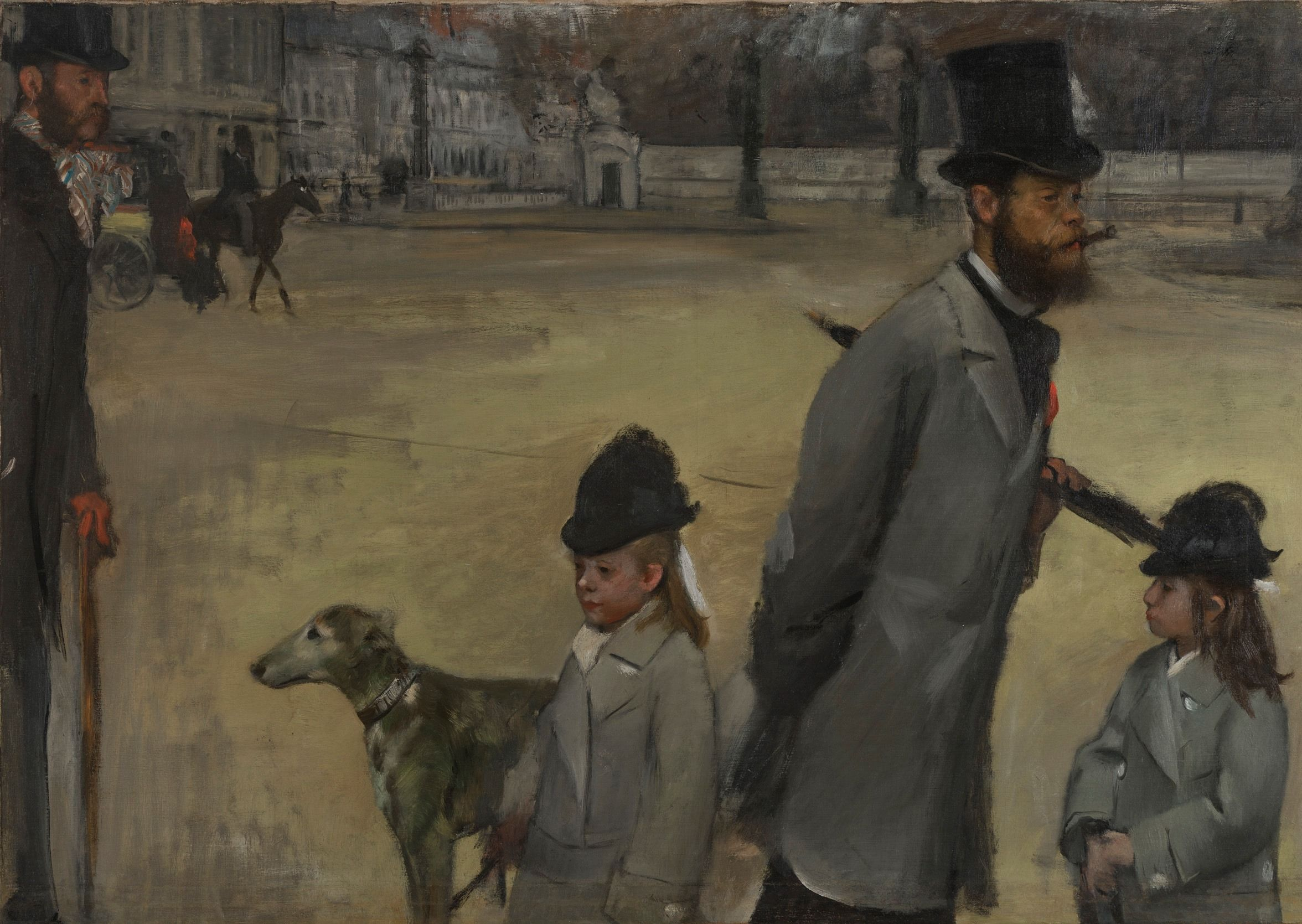
پلاس دو لا کُنکُرد. رنگ‌روغن روی بوم، ۱۸۷۵.
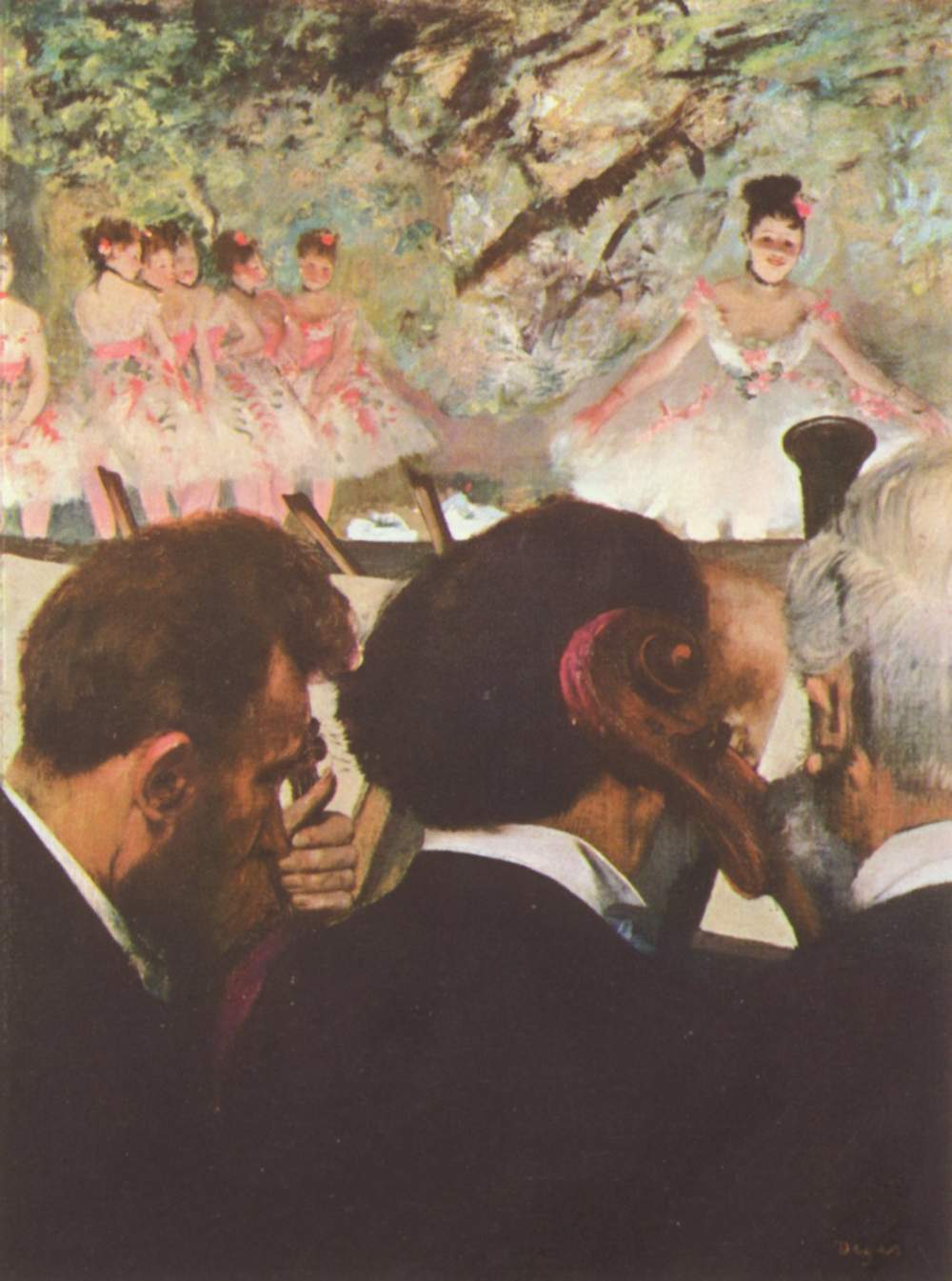
موسیقی‌دانان در اُرکستر. رنگ‌روغن روی بوم، ۱۸۷۲.
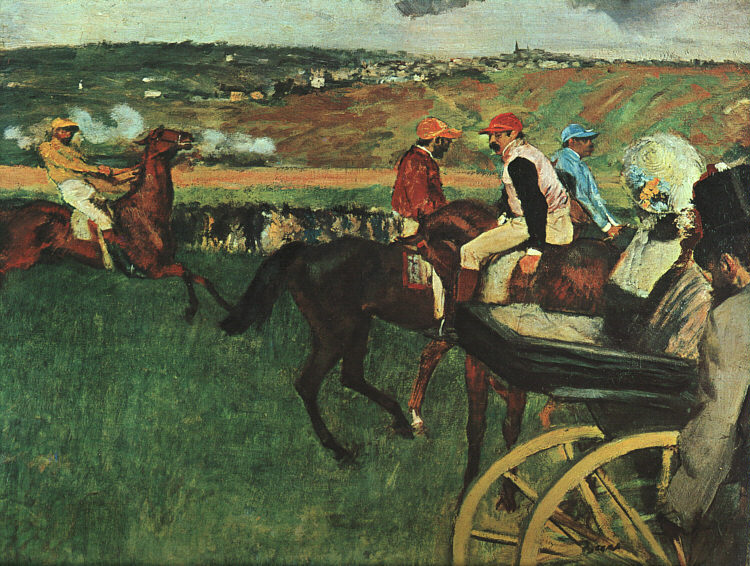
در مسابقات. رنگ‌روغن روی بوم، ۱۸۷۷-۱۸۸۰.
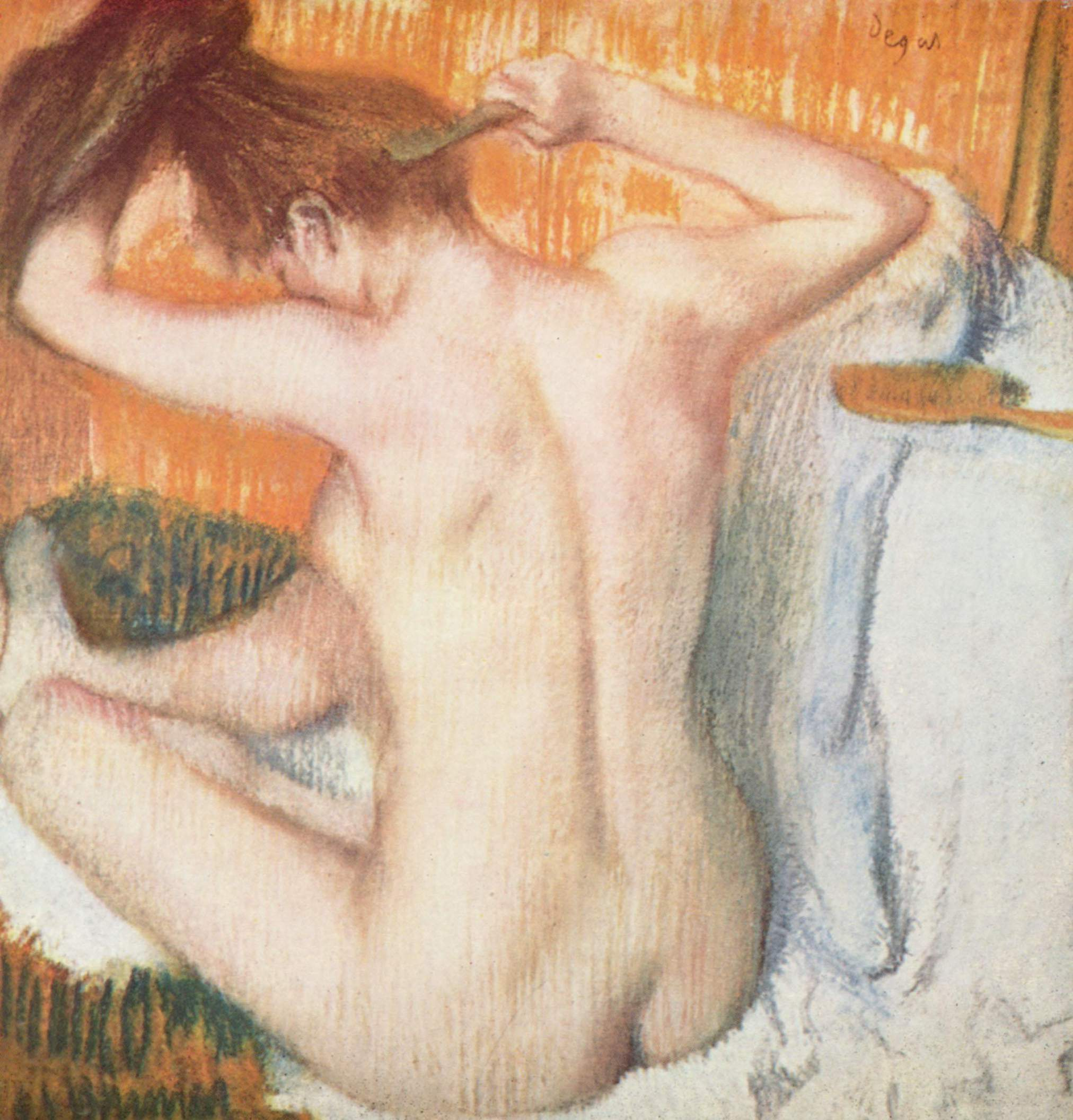
زن در حال آرایش. پاستل روی کاغذ، ۱۸۸۴-۱۸۸۶.
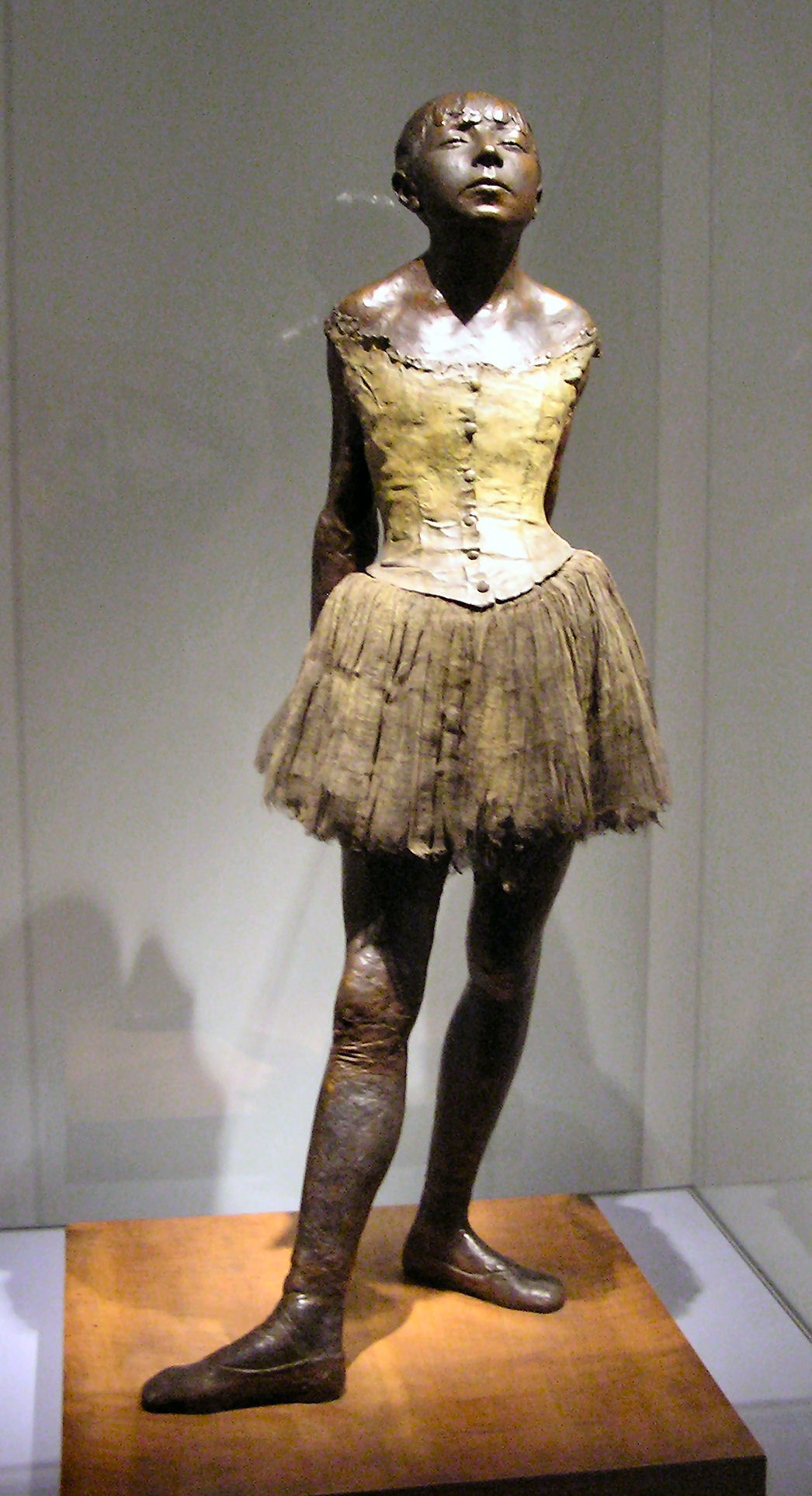
رقاص کوچک چهارده ساله. برنز، ۱۸۷۹-۱۸۸۱.
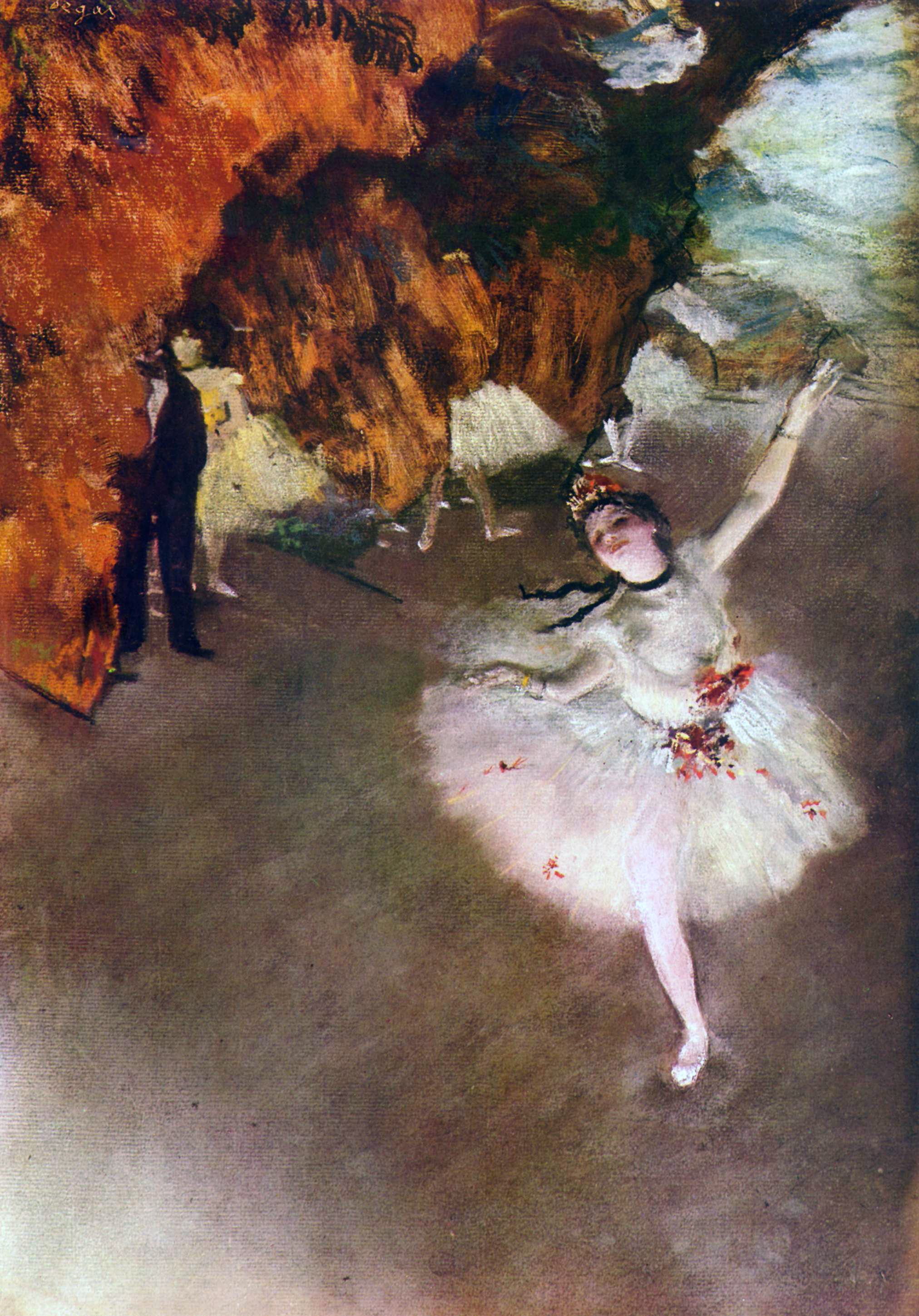
ستارهٔ باله (رُزیتا ماوری). پاستل روی کاغذ، حدود ۱۸۷۸.
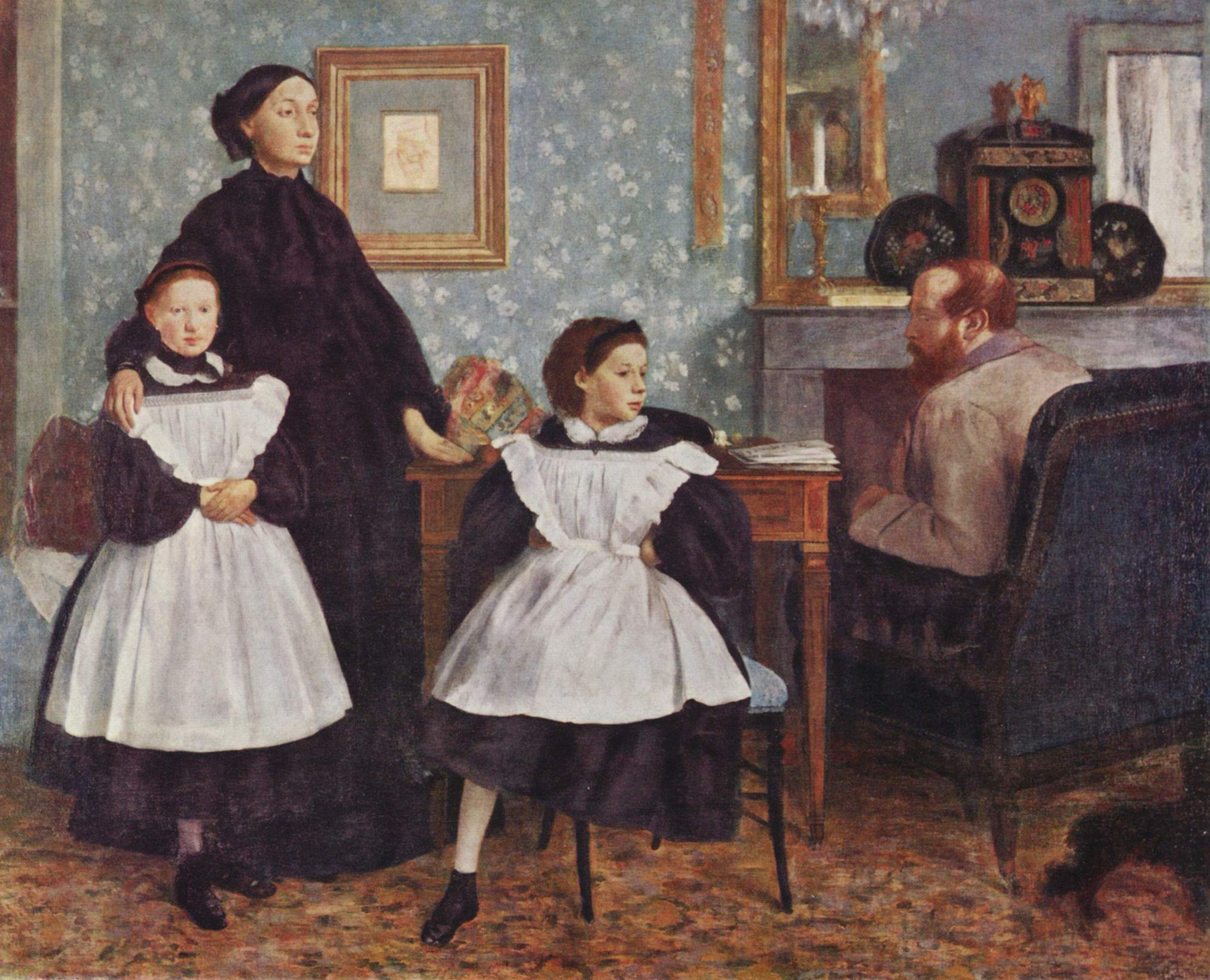
خانوادهٔ بالِلی. رنگ‌روغن روی بوم، حدود ۱۸۶۰-۱۸۶۲.
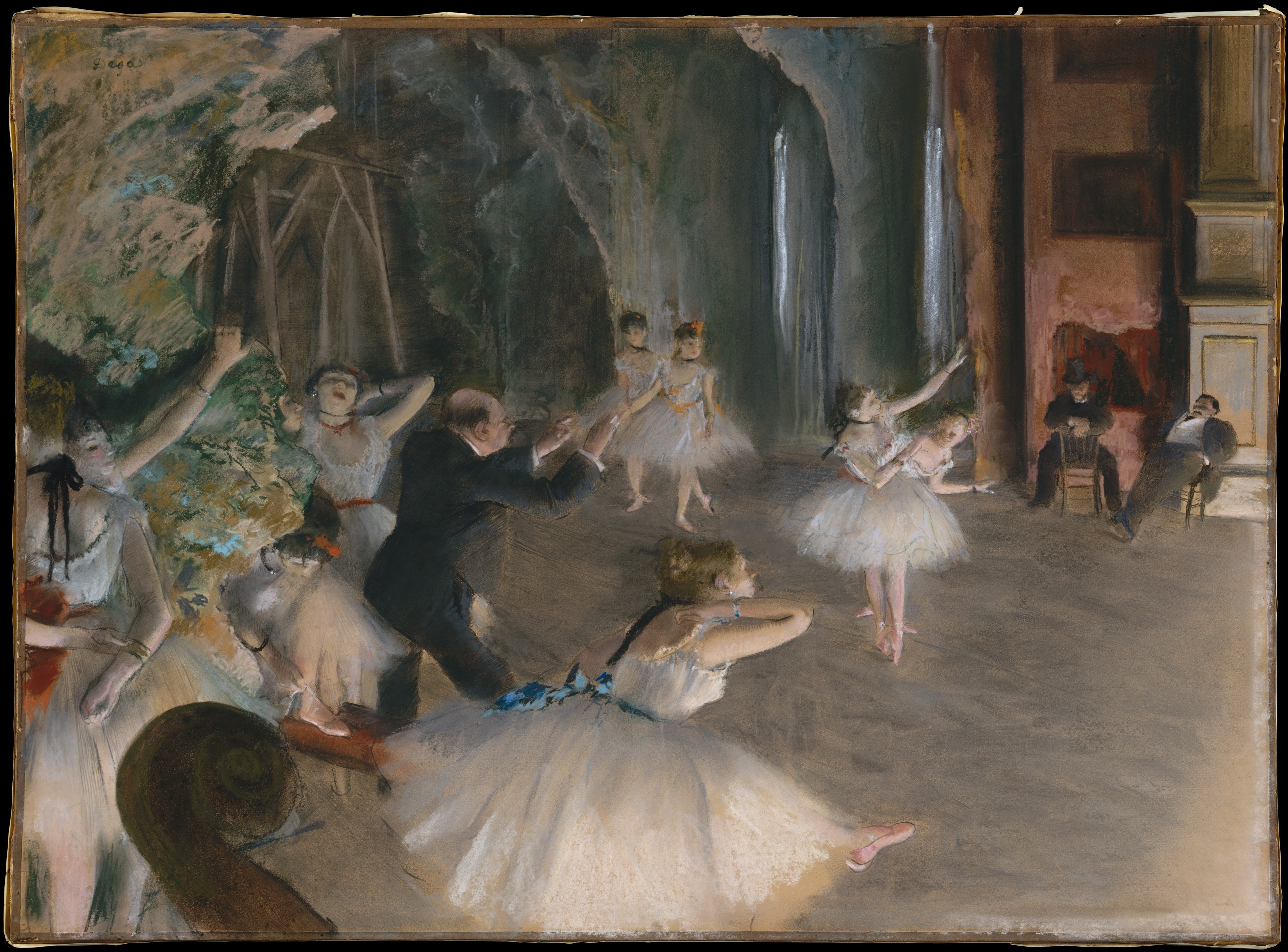
تمرین روی صحنه. رنگ‌روغن روی بوم، حدود ۱۸۷۸-۱۸۷۹.
طشت. پاستل روی کاغذ، ۱۸۸۶.
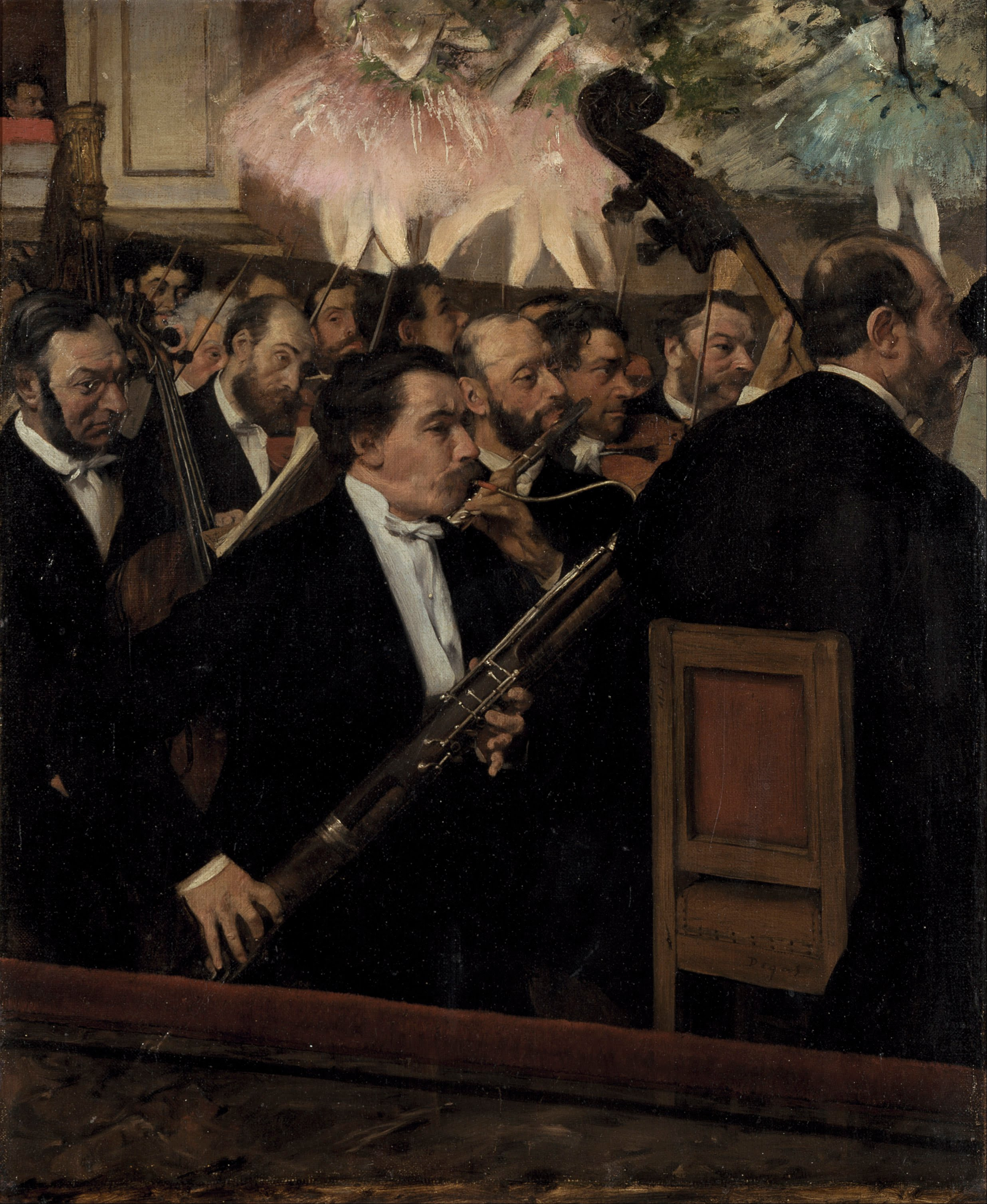
رنگ روغن روی بوم. موزه ارسی، پاریس